# Pavel Padrnos
Pavel Padrnos (Třebíč, 17 dicembre 1970) è un ex ciclista su strada ceco, professionista dal 1996 al 2007.

## Carriera
Gareggia tra i dilettanti fino al 1995, vincendo importanti gare della categoria, tra cui il Giro della Baviera e il Bohemia Tour nel 1994, il Giro della Bassa Sassonia e la Corsa della Pace nel 1995.
Debutta tra i professionisti a inizio 1996 con la Tico, squadra della Repubblica Ceca, e in stagione è campione nazionale a cronometro. Nel 1997 passa alla Roslotto-ZG Mobili, con cui partecipa al suo primo Tour de France, e l'anno dopo è alla Saeco; nel 1999 gareggia invece tra le file della Lampre-Daikin, tornando alla Saeco nel 2000. Nel corso del Giro d'Italia 2001 viene implicato nel blitz antidoping, che coinvolse, tra gli altri, Alberto Elli e Dario Frigo. La successiva sentenza, emessa nell'ottobre 2005, lo ha assolto da ogni implicazione.
Passista, si distingue in quegli anni come gregario per le tappe in pianura; nel 2002 viene messo sotto contratto dalla US Postal Service di Lance Armstrong, e con la maglia di tale squadra contribuisce a quattro vittorie (poi revocate) del ciclista statunitense al Tour de France. Rimane tra le file della squadra, divenuta Discovery Channel, fino al 2007, quando si ritira dalle corse. 

## Palmarès
- 1990 (dilettanti)

6ª tappa Grand Prix Tell
- 1993 (dilettanti)

6ª tappa Corsa della Pace (Trutnov > Trutnov, cronometro)
Grand Prix ZTS
- 1994 (dilettanti)

6ª tappa, 1ª semitappa Corsa della Pace (Frýdlant > Frýdlant, cronometro)
Classifica generale Giro della Baviera
Classifica generale Hessen-Rundfahrt
Classifica generale Bohemia Tour
- 1995 (dilettanti)

Prologo Giro della Bassa Sassonia (Königslutter am Elm > Königslutter am Elm, cronometro)
Classifica generale Giro della Bassa Sassonia
3ª tappa Corsa della Pace (Karlovy Vary > Oberwiesenthal)
5ª tappa Corsa della Pace (Ústí nad Labem > Ústí nad Labem)
8ª tappa, 1ª semitappa Corsa della Pace (Frýdlant > Frýdlant, cronometro)
Classifica generale Corsa della Pace
Classifica generale Hessen-Rundfahrt
- 1996

1ª tappa Kärnten Tour
Campionati cechi, Prova a cronometro
4ª tappa Okolo Slovenska
8ª tappa Okolo Slovenska (cronometro)

### Altri successi
- 2003

4ª tappa Tour de France (cronosquadre)
- 2004

4ª tappa Tour de France (cronosquadre)
- 2005

4ª tappa Tour de France (cronosquadre)

## Piazzamenti

### Grandi Giri
- Giro d'Italia

1997: 45º
1998: 36º
1999: 18º
2000: 26º
2001: 38º
2005: 60º
2006: 67º
2007: 73º
- Tour de France

1997: ritirato (9ª tappa)
1999: ritirato (10ª tappa)
2000: 85º
2002: 69º
2003: 102º
2004: 79º
2005: 95º
2006: 64º
- Vuelta a España

1998: ritirato (10ª tappa)
2001: ritirato (8ª tappa)

### Classiche monumento
- Milano-Sanremo

1997: 90º
2000: 92º
2001: 107º
2002: 113º
2004: ritirato
2005: ritirato
2006: 127º
- Giro delle Fiandre

1997: 81º
1998: 37º
2002: 88º
2003: ritirato
2004: ritirato
2007: ritirato
- Parigi-Roubaix

1997: 65º
1998: ritirato
2002: ritirato
2003: ritirato
2004: ritirato
- Liegi-Bastogne-Liegi

1999: 46º
2001: 80º
2002: 113º
2005: 73º
- Giro di Lombardia

2007: ritirato